# 윤세주
윤세주(尹世胄, 1900년 6월 24일~1942년 6월 3일)는 한국의 독립 운동가이다. 경상남도 출신으로 아명은 소룡(小龍), 호는 석정(石正)이다. 약산 김원봉의 동향 사람으로 함께 의열단에서 활동하기도 했다. 백범일지에는 석정으로 기록되어 있다. 1982년 건국훈장 독립장을 추서 받았다. 본관은 무송 윤씨(茂松)이다.

## 생애

### 생애 초기
경상남도 밀양 태생이다. 두 살 위인 김원봉과 같은 마을에서 어릴 때부터 친하게 지냈으며, 이후 평생 함께 독립 운동을 하는 동지가 되었다.
1910년 일본에 나라가 강점되는 경술국치를 맞자 김원봉과 함께 일본어 시간이 있는 날은 학교에 가지 않았고, 일본 천황의 생일인 천장절에 학교에서 일장기를 나누어주면 화장실에 넣어 버리는 등 어릴 때부터 강한 민족의식을 나타냈다.
보통학교를 자퇴한 후 밀양의 민족주의적 사립 학교인 동화중학을 입학했다. 당시 교장 전홍표는 유명한 항일 인사로서 "빼앗긴 국토를 도로 찾고, 잃어버린 주권을 회복하기 전에는 우리 민족의 운명은 언제나 슬프고 비참할 것이다. 따라서 우리는 목숨이 있는 동안 강도 일본과의 투쟁을 한때라도 게을리 해서는 안 된다." 고 강조했다. 이런 영향을 받은 석정은 약산과 함께 역무단이라는 비밀 조직을 만들었고 여기서 개천절 기념행사를 가지고 시위를 벌이기도 했다. 이 사건으로 동화중학은 폐쇄되게 된다.  

### 청년기
이러한 저항정신은 서울에서 일어난 3·1 운동의 민족적 거사에 직접 참가하면서 구체적으로 나타나게 된다. 1919년 경성부에서 3·1 운동 시위에 참가한 뒤 서울에서 일어난 3·1 운동의 감격을 밀양 사람들에게도 안겨주려는 의도에서 내려오자마자 밀양시장 만세운동을 개최하기 위한 제반준비를 진행하였다. 은사인 전홍표 교장선생님을 방문하여 서울의 상황을 설명하면서 밀양에서도 그런 독립운동 시위를 해야 한다고 건의하였으며, 그의 지도 아래 거사를 준비했다. 거사일은 3월 13일 밀양 장날로 정하고 면사무소의 등사기를 몰래 빼내 독립선언서와 태극기를 수백매 씩을 인쇄하여 숨겨놓았다. 거사 당일인 오후 1시 30분쯤 수 천명의 군중들이 모인 장터에서 소리 높여 독립선언서를 낭독하였고, 군중들에게 태극기와 독립선언서를 나누어주면서 독립만세를 외치며 시위행진을 하였다. 일제의 강력한 진압은 곧바로 실행되었으나, 당시 석정은 어린 나이였기 때문에 중국으로 망명할 수 있었다. 
당시 19세로 나이가 어린 편이었지만 윤치형 등과 함께 시위를 주도했던 것으로 드러나, 궐석재판에서 밀양 만세운동과 관련자들 가운데 가장 중형인 징역 1년 6개월형을 선고 받았다.

### 중국 망명기
만주의 신흥무관학교에 입학하여 군사교육을 체계적으로 받았다. 마침 약산도 이 학교에서 공부하고 있었으므로 이들 두 사람은 재회했다. 그들은 3·1 운동에 대해 반성하면서 실질적인 무장투쟁에 의해 일제에 대항해야만 희망이 있다고 의견을 수렴하여 무장투쟁을 종지로 하는 의열단을 조직하였다.
1919년 12월 하순 김원봉, 이종암, 곽재기, 이성우등이 프랑스조계의 상해임시정부를 찾아가 백방으로 활동한 끝에 폭탄과 탄피제조기, 약품 등을 입수했다. 폭탄을 입수한 의열단은 국내로 들어가 암살, 파괴대상을 공격할 계획을 세우고, 입수한 폭탄을 국내로 밀반입했다. 국내에서 폭탄을 받아서 보관할 사람은 당시 밀양청년회 회장으로 있던 김병환이었다. 상해로 간 동지들은 폭탄과 권총 탄환을 더 입수 할 수 있었고 이것들은 같은 방법으로 국내로 들여왔다.
1920년 6월 6일 경성 인사동 중국유리점 2층에서 윤세주를 비롯하여 곽재기, 이성우, 신철휴, 김기득, 한봉근등 6명이 회합을 갖던 차에, 악질 고등계 형사 김태석이 왜경들을 이끌고 들이닥쳤다. 상해 일본영사관에서 먼저 냄새를 맡고 경기도 경찰부에 통고해옴으로써 포위망이 쳐진 것이다. 이로써 윤세주는 감옥에 들어가게된다.

### 신간회 활동
1927년 2월 7일 출옥한 후 고향으로 돌아가 중외일보 기자를 역임하고, 경남주식회사 사장 등을 지내며 일경의 감시를 피했다. 그러면서 일본 와세다대학 강의록을 다달이 받아보는 등 선진 지식을 얻는데 힘썼으며, 밀양청년회, 신간회의 지방지회 등에서 활동했다. 이러한 활동을 하면서 그의 독립운동 방식이 좀 더 조직적인 측면에서의 활동으로 전환되어야 한다고 생각하게 되었다. 이러한 생각은 이후 그의 독립활동에 있어서 큰 작용을 하게 된다.
1927년 8월에 일어난 난창 폭동에 가담했다.  난창 폭동은 중국 공산당이 최초로 무장하여 싸운 날로 나중에 중국 인민해방군의 창립기념일이 되었다.
그러나 김원봉과 윤세주만 살아남고 의열단이 와해되는 결과를 맞았다.1930년 이후 신간회에 참여한 우익 민족주의자들의 일제에 대한 적대의식이 퇴보되면서 신간회를 해소하자는 압력에 끝내 신간회는 해소되고 말았다. 하지만 석정을 비롯한 밀양지회는 민족협동전선의 유지, 강화를 위해 신간회 해소를 반대하였지만 끝내 해소되고 만다.

### 2차 중국 망명기
남경으로 온 윤세주는 김원봉 등 의열단의 옛 동지들과 다시 만났다. 의열단의 옛 동지들은 개인 테러가 아닌 민족협동전선의 필요성을 줄기차게 이야기했다. 조직적인 무장투쟁을 하기 위해 1932년 10월 중국 국민당정부의 지원아래 조선혁명간부학교를 개설하였다. 석정은 이 학교에 1기생으로 입학했다. (동기생으로 이육사, 김세일, 김민산 등)
조선민족혁명간부학교를 졸업한 뒤, 교관으로 발탁되어 2기생의 교육을 담당했다. 석정은 조직론, 한국민족해방운동사, 의열단운동사, 유물사관과 유물론 철학, 정치경제학 등 운동사와 사회과학 전반에 대한 교육을 담당했다. 한편 상해에서는 의열단을 중심으로 한국독립당, 한국혁명당, 조선혁명당, 한국광복지회등 5개 단체의 대표들이 모여 한국대일전선통일동맹을 조직했고 송병조, 김두봉, 김규식 등과 함께 핵심 인사로 참가했다. 이 단체는 "일체의 반일혁명세력의 단결과 통일"을 바탕으로 "직접 군사적 행동"을 전개하기 위해 조직된 초보적인 민족협동전선이었다. 이 조직에는 김구 계열을 제외한 좌우익의 많은 운동 단체들이 참여했으며, 1933년 발족한 민족혁명당의 모체가 되었다.
민족혁명당은 청년활동가를 양성하여 이들을 국내와 중국 동북지방으로 파견하여 항일무장대오를 건립하기 위해 노력했다. 그러다가 1937년 7월 7일 중일전쟁이 일어나자 석정은 이 전쟁을 한국의 민족해방전쟁으로 발전시켜야 한다는 생각에, 청년당원 10여명을 이끌고 상해로가 중국의 민중과 한국의 민족해방운동 세력간에 공동행동을 이끌어내고자 했다. 그러한 활동의 주된 전략으로 중국편의대, 의용군 본부, 중국의 각 항일신문사 등과 연계하면서 중한합작의 필요성을 책동하는 선전활동을 통해 여론을 조성하였다. 그런 다음 1938년 2월부터는 중앙육군사관학교 성자분교의 한국학생 독립중대에서 교관으로 임명되어 교육에 전념하게 되었다. 그리고 여기서 양성된 인재들을 1937년 12월에 결성한 조선민족연맹에 가입시키는 한편, 민족혁명당에 이들을 입당시키는 활동도 병행하여 추진하였다. 그러던 중 성자분교에서 교육을 받기 시작한 한국 청년들이 중국 관내에서만의 활동은 잘못된 것이라는 반성과 동시에 한국인들이 많이 거주하고 있는 중국 동북지방으로 진출하여 그들과 직접 연계하여 투쟁해야 한다며 독자적으로 북상항일 할 것을 결의하는 일이 벌어졌다. 그러나 이러한 문제는 모든 경비와 교육 등을 중국국민당으로부터 지원받고 있는 민족혁명당 형편에서는 현실적으로 이행되어서는 안 될 일이었다. 이에 약산과 석정은 이들을 다시 포용하기 위한 방안으로 무장대오를 당내에 건립하기로 했고, 1938년에는 군 조직인 조선의용대를 창설하고 정치위원을 맡았다. 조선의용대에서 손꼽히는 이론가였던 그는 민족혁명당 편찬위원회 등에서 일하다가, 1941년 김원봉과 헤어져 박효삼과 함께 화베이 지방으로 북상하게 된다.

### 화북지대로의 이동
조선의용대는 대적선전, 민간인에 대한 선전, 포로심문, 적의 문건번역, 선전간부 교육 등의 활동을 전개했고, 때로는 직접 전투에 참가하기도 했으며, 전투중에 무장선전활동을 벌이기도 했다. 그러나 조선의용대의 활동지역이 조선인이 거의 거주하지 않는 지역에 국한되었기 때문에 조선동포에 대한 직접적인 선전과 공작은 지극히 부진했다. 마침내 1940년 11월 조선의용대의 확대간부회의는 종래의 선전임무에서 벗어나 직접 전투에 참가할 것과 활동지역을 조선인이 급속히 증가하고 있는 화북과 화중지역으로 옮기고 적 후방에서의 공작을 전개할 것을 결의하였다. 제 2지대가 먼저 북상하고 갈등하고 있는 1·3 혼성지대의 지도간부로 있던 윤세주와 김민산을 조선의용대 내의 조선공산당원이었던 호철명과 이상조가 설득하여 북상하게 된다. 조선의용대 화북지대는 화북조선청년연합회와 화북조선독립동맹을 결성했다. 지회장에는 진광화, 부지회장에는 윤세주가 뽑혔다. 이는 화북조선청년혁명학교로 확대되어 간부 양성에 힘썼다.

### 태항산 전투
1942년 5월 일본은 제36사, 제41사 주력 3만여 명을 동원하여 중국공산당의 태항산 근거지를 공격하였다. 이 때 팔로군과 조선의용군은 일본군의 5월 소탕에 맞서 반소탕전을 전개하였다. 이 당시 조선의용군에는 팔로군 전방 총사령부 각 기관의 방대한 비전투요원, 간부, 가족과 화북조선청년연합회의 비전투요원에 대한 보호임무가 부여되었다.
6월 2일 팔로군 전방총사령부가 요현 마전일대에 이르렀을 때, 갑자기 나타난 일본군 1,000여 명이 비행기 2대까지 동원하여 포위 공격해 왔다. 그 때 전투역량이라고는 조선의용군 1개지대와 약간의 경위부대밖에 없었다. 팔로군 총사령부는 어느 한 고지를 공격하여 사지에서 벗어나야 한다는 결론을 내렸다. 전군이 탈출하려는 혈로를 개척하라는 임무는 조선의용군에 부과되었다. 조선의용군은 고지를 점령하고 팔로군과 화북조선청년연합회의 비전투 정치간부와 가족들은 서로 부축하면서 산 뒤로 빠져 퇴각하였다. 전투는 온종일 계속되었다. 팔로군 정치부 주임 나서경은 모두가 분산하여 적의 포위를 돌파할 것을 명령하였다. 이 때 윤세주는 김두봉과 그의 가족들, 진광화등과 함께 다니다 일본군에게 발각되어 전우들을 엄호하기 위해 전투하다가 다리에 총을맞아 전사하게 된다. 사후 시신은 진광화와 중국 공산당 군벌들의 묘소 옆에 안장되었다.
1982년 건국훈장 독립장을 추서 받았다.

## 이론적 노선
윤세주의 이론적 노선은 그의 일본 유학과 매월 와세다 학보 등을 구입해 공부하는 학문적 자세, 그리고 신흥무관학교, 조선혁명간부학교, 성자분교 등에서 배운 군사이론 및 학술연구가 바탕이 된 데다가, 신간회, 조선민족혁명당을 겪으며 항일민족의 역량을 통합하려는 시도, 어릴 때부터의 대일투쟁 경험이 가미된 가운데 이루어진 현실적이고 체계적인 노선이다.

## 윤세주를 연기한 배우
- 이승효 - 2011년 (절정) MBC 드라마
- 이규호 - 2019년 (이몽) MBC 드라마

## 가족 관계
- 아버지 : 윤희규(尹熺奎)
- 어머니 : 경주 김씨
- 김경이(金卿伊)
  - 형님 : 윤치장(尹致璋)
    - 조카 : 윤태선(尹泰善), 아명 차암(且岩)

  - 형님 : 윤치선(尹致瑄)
  - 형님 : 윤치견(尹致堅)
  - 재종형 : 윤세용(尹世茸)
  - 재종형 : 윤세복(尹世復)

- 부인 : 하소악(河小岳)
  - 아들 : 윤남선(尹南善), 아명 용문(龍文)
    - 손자 : 윤영식(1945)

## 같이 보기
| - 밀양청년회 - 의열단 - 신간회 - 김원봉 - 조선혁명간부학교 - 한국대일전선통일동맹 - 민족협동전선 | - 한국민족혁명당 - 조선의용대 - 조선공산당 - 화북조선청년연합회 - 화북조선독립동맹 - 팔로군 - 태항산 |

## 참고자료
- 대한민국 국가보훈처, 이 달의 독립 운동가 상세자료 - 윤세주, 1993년
- 노경채, 〈윤세주 - 실천적 '청년' 민족해방운동가〉, 《내일을 여는 역사》제5호, (2001.5), 215~222쪽
- 김학철문학연구회, 석정(石正) 윤세주(尹世胄) 열사(烈士) 약력(略曆)
- 石正_尹世冑의_獨立運動路線_硏究 신호웅
- 尹世冑의_국내_항일독립투쟁과_義烈團運動  김영범
- 인물평전 태항산에 묻힌 혁명가 윤세주(石正) –의열단, 민족혁명당, 조선의용대의 한 주역의 일생- 한홍구